# Metachrostis snelleni
Metachrostis snelleni är en fjärilsart som beskrevs av Hans Daniel Johan Wallengren 1875. Metachrostis snelleni ingår i släktet Metachrostis och familjen nattflyn. Inga underarter finns listade i Catalogue of Life.